# Symbole électronique
Les symboles électroniques sont largement utilisés pour représenter les composants des circuits électroniques. Cet article a
pour vocation de tous les représenter et de faire office de liste ou « dictionnaire ».

## Symboles

### Composants passifs
|                                          |                                          |                                     |                                            |
|                                          |                                          |                                     |                                            |
| Résistance électrique (norme américaine) | Résistance électrique (norme européenne) | Inductance ou self ou bobine        | Condensateur                               |
|                                          |                                          |                                     |                                            |
|                                          |                                          |                                     |                                            |
| Potentiomètre (symbole américain)        | Potentiomètre (symbole européen)         | Condensateur polarisé               | Condensateur électrolytique                |
|                                          |                                          |                                     |                                            |
|                                          |                                          |                                     |                                            |
| Résistance variable Rhéostat             | Résistance ajustable Trimmer             | Condensateur variable               | Condensateur ajustable Trimmer             |
|                                          |                                          |                                     |                                            |
| –                                        | +                                        |                                     |                                            |
| Thermistance CTN                         | Thermistance CTP                         | Photorésistance LDR                 | Varistance VDR                             |
|                                          |                                          |                                     |                                            |
|                                          |                                          |                                     |                                            |
| Résistance chauffante                    | Résistance non inductive                 | Interrupteur à lame souple ILS      | Cavalier (strap)                           |
|                                          |                                          |                                     |                                            |
|                                          |                                          |                                     |                                            |
| Transformateur                           | Transformateur abaisseur                 | Transformateur élévateur            | Transformateur à sortie médiane            |
|                                          |                                          |                                     |                                            |
| Transformateur sans noyau                | Transformateur sans noyau abaisseur      | Transformateur sans noyau élévateur | Transformateur sans noyau à sortie médiane |
|                                          |                                          |                                     |                                            |
|                                          |                                          |                                     |                                            |
|                                          |                                          |                                     |                                            |
| Autotransformateur                       |                                          | Transformateur FI                   | Bobine d'arrêt (self de choc)              |
|                                          |                                          |                                     |                                            |
|                                          |                                          |                                     |                                            |
| Antenne                                  | Terre                                    | Quartz                              |                                            |
|                                          |                                          |                                     |                                            |
|                                          |                                          |                                     |                                            |
| Microphone                               | Écouteur                                 | Casque                              | Haut-parleur                               |
|                                          |                                          |                                     |                                            |
|                                          |                                          |                                     |                                            |
| Prises jack mono/stéréo                  | Buzzer ou beeper                         | Sonnerie                            | Alarme                                     |
|                                          |                                          |                                     |                                            |
|                                          |                                          |                                     |                                            |
|                                          |                                          |                                     |                                            |

### Composants actifs
|                                      |                                    |                                       |               |
|                                      |                                    |                                       |               |
| Diode                                | Diode Zener                        | Diode tunnel                          | Diode varicap |
|                                      |                                    |                                       |               |
|                                      |                                    |                                       |               |
| Diode électroluminescente DEL ou LED | Diode Schottky                     | Photodiode                            | Diode Transil |
|                                      |                                    |                                       |               |
|                                      |                                    |                                       |               |
| Thyristor SCR                        | Thyristor GTO                      | DIAC                                  | Triac         |
|                                      |                                    |                                       |               |
|                                      |                                    |                                       |               |
| Pont redresseur de tension           | Symbole Pont redresseur de tension | Pont redresseur de tension en boîtier |               |
|                                      |                                    |                                       |               |
|                                      |                                    |                                       |               |
|                                      |                                    |                                       |               |

|                                    |                                    |                                                  |                                            |
|                                    |                                    |                                                  |                                            |
| Transistor NPN                     | Transistor PNP                     |                                                  | Transistor NPN collecteur relié au boîtier |
|                                    |                                    |                                                  |                                            |
|                                    |                                    |                                                  |                                            |
| Montage Darlington NPN             | Phototransistor                    | Photocoupleur (optocoupleur)                     |                                            |
|                                    |                                    |                                                  |                                            |
|                                    |                                    |                                                  |                                            |
| Transistor unijonction UJT canal N | Transistor unijonction UJT canal P | Transistor IGBT IGBT N à enrichissement          | Transistor IGBT IGBT N à déplétion         |
|                                    |                                    |                                                  |                                            |
|                                    |                                    |                                                  |                                            |
| Transistor JFET canal N            | MOSFET à enrichissement type N     | MOSFET à enrichissement type N (style simplifié) | MOSFET à déplétion type N                  |
|                                    |                                    |                                                  |                                            |
|                                    |                                    |                                                  |                                            |
| Transistor JFET canal P            | MOSFET à enrichissement type P     | MOSFET à enrichissement type P (style simplifié) | MOSFET à déplétion type P                  |
|                                    |                                    |                                                  |                                            |
|                                    |                                    |                                                  |                                            |
|                                    |                                    |                                                  |                                            |

### Générateurs,interrupteurs, autres
|                                          |                                         |                                        |                               |
|                                          |                                         |                                        |                               |
| Générateur de tension                    | Générateur de courant                   | Source de tension continue             | Source de tension alternative |
|                                          |                                         |                                        |                               |
|                                          |                                         |                                        |                               |
| Accumulateur simple                      | Batterie d'accumulateurs                | Polarité                               |                               |
|                                          |                                         |                                        |                               |
|                                          |                                         |                                        |                               |
| Interrupteur                             | Bouton poussoir type normalement ouvert | Bouton poussoir type normalement fermé | Inverseur                     |
|                                          |                                         |                                        |                               |
|                                          |                                         |                                        |                               |
| Interrupteur bipolaire                   | Permutateur                             | Inverseur double                       | Relais électromécanique       |
|                                          |                                         |                                        |                               |
|                                          |                                         |                                        |                               |
| Fusible                                  | Témoin lumineux (Néon)                  | Lampe                                  | Lampe à incandescence         |
|                                          |                                         |                                        |                               |
|                                          |                                         |                                        |                               |
| Moteur électrique                        | Électrolyseur                           | Galvanomètre                           | Oscilloscope                  |
|                                          |                                         |                                        |                               |
|                                          |                                         |                                        |                               |
| Voltmètre                                | Ampèremètre                             | Ohmmètre                               | Wattmètre                     |
|                                          |                                         |                                        |                               |
|                                          |                                         |                                        |                               |
| Croisement de fils non connectés         | Croisement de fils connectés            | Fils connectés Dérivation              | Masse                         |
|                                          |                                         |                                        |                               |
|                                          |                                         |                                        |                               |
| Protection Classe III Très basse tension | Protection Classe II Double isolation   | Protection Classe I Mise à la terre    | Point équipotentiel (terre)   |
|                                          |                                         |                                        |                               |
|                                          |                                         |                                        |                               |
|                                          |                                         |                                        |                               |

### Circuits intégrés
|                                 |                       |                                                    |                                                   |
|                                 |                       |                                                    |                                                   |
| Régulateur de tension           | Régulateur de tension | Amplificateur opérationnel AOP (symbole américain) | Amplificateur opérationnel AOP (symbole européen) |
|                                 |                       |                                                    |                                                   |
|                                 |                       |                                                    |                                                   |
| Amplificateur (symbole général) | Amplificateur audio   |                                                    |                                                   |
|                                 |                       |                                                    |                                                   |
|                                 |                       |                                                    |                                                   |
|                                 |                       |                                                    |                                                   |

|                                          |                             |                            |                            |
|                                          |                             |                            |                            |
| Demi-additionneur                        | Additionneur complet        | Additionneur complet       | Trigger de Schmitt         |
|                                          |                             |                            |                            |
|                                          |                             |                            |                            |
| Unité arithmétique et logique UAL ou ALU | Multiplexeur 2 vers 1       | Multiplexeur 4 vers 1      | Buffer tri-state           |
|                                          |                             |                            |                            |
|                                          |                             |                            |                            |
| Compteur binaire asynchrone              | Compteur binaire asynchrone | Compteur binaire synchrone | Compteur binaire synchrone |
|                                          |                             |                            |                            |
|                                          |                             |                            |                            |
|                                          |                             |                            |                            |

|                     |                     |                      |                               |
|                     |                     |                      |                               |
| Fonction OUI Buffer | Fonction OU OR      | Fonction ET AND      | Fonction OU exclusif XOR      |
|                     |                     |                      |                               |
|                     |                     |                      |                               |
| Fonction NON NOT    | Fonction NON-OU NOR | Fonction NON-ET NAND | Fonction NON-OU exclusif XNOR |

|                     |                     |                      |                               |
|                     |                     |                      |                               |
| Fonction OUI Buffer | Fonction OU OR      | Fonction ET AND      | Fonction OU exclusif XOR      |
|                     |                     |                      |                               |
|                     |                     |                      |                               |
| Fonction NON NOT    | Fonction NON-OU NOR | Fonction NON-ET NAND | Fonction NON-OU exclusif XNOR |

|                     |                     |                      |                               |
|                     |                     |                      |                               |
| Fonction OUI Buffer | Fonction OU OR      | Fonction ET AND      | Fonction OU exclusif XOR      |
|                     |                     |                      |                               |
|                     |                     |                      |                               |
| Fonction NON NOT    | Fonction NON-OU NOR | Fonction NON-ET NAND | Fonction NON-OU exclusif XNOR |

|                     |             |                    |           |
| Bascule RS          | Bascule RSH | Bascule D (simple) | Bascule D |
|                     |             |                    |           |
|                     |             |                    |           |
| Bascule JK (simple) | Bascule JK  | Verrou transparent | Bascule T |
|                     |             |                    |           |
|                     |             |                    |           |
|                     |             |                    |           |

### Tubes électroniques
|  |  |  |  |  |

| Diode | Triode | Tétrode | Pentode |

|  | a k f | , anode , cathode , filament | a g1 k f | , anode , grille de commande , cathode , filament | a g2 g1 k f | , anode , grille écran , grille de contrôle , cathode , filament | a g3 g2 g1 k f | , anode , grille d'arrêt , grille écran , grille de contrôle , cathode , filament |

|  |  |  |  |

| Hexode | Heptode | Octode | Amplificateur audio de puissance push-pull |

|  | a g4 g3 g2 g1 k f | , anode , grille écran , grille de contrôle , grille écran , grille de contrôle , cathode , filament | a g5 g4 g3 g2 g1 k f | , anode , grille d'arrêt , grille écran , grille de contrôle , grille écran , grille de contrôle , cathode , filament | a g6 g5 g4 g3 g2 g1 k f | , anode , grille d'arrêt , grille écran , grille de contrôle , grille écran , anode auxiliaire , grille de contrôle , cathode , filament |  |

|  |  |  |  |
|  |  |  |  |